# Eidgenössische Volksabstimmung über das E-ID-Gesetz
Die eidgenössische Volksabstimmung über das E-ID-Gesetz war eine Abstimmung über das Bundesgesetz über elektronische Identifizierungsdienste. Mit diesem Bundesgesetz sollten sich die Nutzer von Online-Angeboten mit einer vom Bund anerkannten elektronischen Identität (E-ID) im Internet sicher ausweisen können. Gegen dieses Gesetz wurde das Referendum von der Digitalen Gesellschaft ergriffen, weshalb das Bundesgesetz die Mehrheit der Volksstimmen benötigte, um in Kraft treten zu können – die Ständestimmen waren nicht notwendig (Art. 141 BV). Am 7. März 2021 wurde das Gesetz mit 64,4 % Nein-Stimmen abgelehnt. Dass das Volk die Vorlage ablehnte, veranlasste die Bundesverwaltung, eine neue Vorlage auszuarbeiten. Die E-ID soll vom Bund herausgegeben werden, wodurch der Hauptkritik der Gegner Rechnung getragen wird.

## Behandlung des Gesetzes

### Vorverfahren
Am 22. Februar 2017 eröffnete der Bundesrat die Vernehmlassung. In der Vernehmlassung wurde ersichtlich, dass sich das Gesetz breiter Unterstützung erfreut. Einzig die SVP lehnte die vorgesehene Ausgestaltung des Gesetzes ab, nicht aber eine E-ID an sich. Für sie war ausschlaggebend, dass der Staat die E-ID herausgibt. Wenn aber, wie vorgeschlagen, die Unternehmen die E-ID technisch umsetzen, so solle der Bund auch von jeglicher Verantwortung absehen und komplett dem Markt überlassen, welches System zur digitalen Identifizierung sich durchsetzen werde, denn der Vorschlag des Bundesrates sah vor, dass die E-ID von privaten oder öffentlichen, vom Bund anerkannten Dienstleistern verwaltet würde. Die Aufgabenteilung zwischen Staat und Unternehmen war auch bei anderen Vernehmlassungsteilnehmern der strittigste Punkt. Am 15. November 2017 nahm der Bundesrat das Ergebnis der Vernehmlassung zur Kenntnis und beauftragte das Eidgenössische Justiz- und Polizeidepartement (EJPD), eine Botschaft auszuarbeiten, die am 1. Juni 2018 vom Bundesrat verabschiedet wurde.

### Beratung in den Eidgenössischen Räten
Der Nationalrat behandelte das Geschäft als Erstrat in der Frühjahrssession 2019. Ein zu Beginn gestellter Antrag einer rotgrünen Minderheit auf Rückweisung des Gesetzesentwurfes an den Bundesrat scheiterte mit 131 zu 53 Stimmen bei zwei Enthaltungen. Für die Sprecherin des Antrags Min Li Marti (SP) sei die Herausgabe eines Passes Aufgabe des Staates. Weitere Anträge gab es keine In der Gesamtabstimmung wurde der Entwurf im Nationalrat mit 128 zu 48 Stimmen bei vier Enthaltungen angenommen. Die sozialdemokratische sowie die grüne Fraktion stimmten, abgesehen von einer Stimme, geschlossen gegen den Entwurf. Als der Entwurf in der Sommersession 2019 im Ständerat beraten wurde, kam ein ähnlicher Antrag von Anita Fetz (SP), der auf Rückweisung an den Bundesrat plädierte. Der Entwurf solle mit der Aufgabe zurückgewiesen werden, eine Vorlage auszuarbeiten, in der die Ausstellung der E-ID durch eine vom Bund beauftragte Verwaltungseinheit geschehe. Dieser Antrag wurde mit der Begründung zurückgewiesen (32 zu sieben Stimmen), dass die E-ID mitnichten ein Pass, sondern viel mehr ein qualifiziertes Log-in und somit nicht mit einem staatlichen Reisedokument gleichzusetzen sei. In der Gesamtabstimmung nahm die Kleine Kammer den Entwurf mit 33 zu vier Stimmen bei zwei Enthaltungen an.
In der Schlussabstimmung nahm der Nationalrat das Gesetz mit 144 zu 51 Stimmen bei zwei Enthaltungen an, der Ständerat mit 35 zu 2 Stimmen bei acht Enthaltungen. Gegen das Gesetz stimmten Mitglieder der sozialdemokratischen und der grünen Fraktion.

## Inhalt des Gesetzes
Die E-ID soll zur sicheren Verifikation von Personen im Internet dienen. Sie besteht insbesondere aus verifiziertem Namen, Vornamen und Geburtsdatum. Die Beantragung einer E-ID erfolgt bei einem staatlich anerkannten Anbieter, der die Anfrage an den Bund weiterleitet. Dieser prüft die Anfrage wiederum und hat die Hoheit darüber, wer eine E-ID bekommt. Die technische Umsetzung erfolgt bei einem zertifizierten Anbieter. Die Nutzung einer solchen Ausweismöglichkeit steht jedem frei; Online-Einkäufe sind auch ohne E-ID weiterhin möglich. Im Bereich des Datenschutzes geht das E-ID-Gesetz weiter als bestehende Bestimmungen. Jegliche Daten dürfen nur mit der ausdrücklichen Zustimmung des Nutzers weitergegeben werden. Diese Daten dürfen vom Anbieter nur für die Identifizierung verwendet und müssen in der Schweiz gespeichert werden. Und die Systeme, die die E-ID-Anbieter verwenden, haben hohen Informatikstandards zu entsprechen.
Der Bundesrat sah bei diesem Gesetz eine Arbeitsteilung vor. Der Bund nimmt seine hoheitlichen Aufgaben wahr, indem er die Ausstellung der E-IDs überwacht und die Anbieter zertifiziert. Die Zertifizierung der Anbieter erfolgt durch eine neu geschaffene Eidgenössische E-ID-Kommission (EIDCOM). Sie kontrolliert zudem laufend die Einhaltung der gesetzlichen Vorgaben und kann im Falle einer Verletzung mit einem Entzug der Zulassung reagieren. Privatwirtschaftliche Unternehmen kümmern sich um die technische Umsetzung. Diese können schnell und flexibel auf die Bedürfnisse der Nutzer reagieren, und die Nutzer können die Angebote verschiedener Anbieter vergleichen und die für sie beste Lösung wählen.
Für die E-ID sind drei verschiedene Sicherheitsniveaus vorgesehen: niedrig, substanziell und hoch.
- Beim Sicherheitsniveau niedrig sind die E-ID-Registrierungsnummer, der amtliche Name, der Vorname sowie das Geburtsdatum enthalten. Für den Einsatz wird mindestens eine Ein-Faktor-Authentifizierung benötigt. Laut dem Bundesrat könne man dieses Sicherheitsniveau mit der Handhabung eines Zutrittsbadges oder der kontaktlosen Bezahllösung für kleinere Beträge vergleichen.
- Das Sicherheitsniveau substanziell bezieht sich auf eine elektronische Identifizierungseinheit, die ein substanzielles Mass an Vertrauen in die beanspruchte oder behauptete Identität einer Person vermittelt. Im Sicherheitsniveau substanziell werden nebst Name und Geburtsdatum noch Geschlecht, Geburtsort und Staatsangehörigkeit als Personenidentifizierungsdaten zugeordnet. Zudem verlangt der Einsatz einer E-ID mit diesem Sicherheitsniveau eine Zwei-Faktor-Authentifizierung. Die Handhabung einer solchen E-ID ist somit zum Beispiel mit im Bankenbereich üblichen Lösungen vergleichbar.
- Das Sicherheitsniveau hoch verlangt eine Zwei-Faktor-Authentifizierung mit mindestens einem biometrischen Faktor. Zusätzlich muss das Authentifizierungsmittel einen direkten Nachweis der Authentifizierung der Inhaberin oder des Inhabers liefern können, der vom E-ID verwendenden Dienst überprüft werden kann (Gesichtserkennung zum Beispiel). Dieses Sicherheitsniveau hat zum Ziel, jeglichen Identitätsmissbrauch zu verhindern.

Nach dem Prinzip der Abwärtskompatibilität kann überall, wo das Sicherheitsniveau substanziell notwendig ist, auch das Sicherheitsniveau hoch für die Verifizierung verwendet werden. Dies gilt auch für niedrig und substanziell sowie für niedrig und hoch.

## Fakultatives Referendum

### Chronologie
Am 16. Januar 2020 wurde das Referendum vom «Komitee E-ID-Referendum» eingereicht. Am 20. Februar 2020 gab die Bundeskanzlei das Zustandekommen des Referendums mit 64'933 gültigen Unterschriften bekannt. Der Bundesrat verfügte daraufhin, dass die Abstimmung am 7. März 2021 stattfinden soll.

### Unterstützung
Abgesehen von der Digitalen Gesellschaft trugen das Referendum noch die Schweizer Kampagnenorganisation Campax, WeCollect und der Verein Public Beta. Das Referendum wurde nebst den Trägervereinen noch von folgenden Institutionen unterstützt (Auswahl):
- SP Schweiz
- GLP Schweiz
- Grüne Schweiz
- Piratenpartei
- Verband Schweizerischer Polizei-Beamter VSPB
- Grundrechte.ch
- Schweizer Verband für Seniorenfragen (SVS)

## Argumente

### Argumente des Referendumskomitees
- Die Gegner des Bundesgesetzes brachten im Abstimmungskampf immer wieder ein zentrales Argument ein: Die Herausgabe von Ausweisen sei Aufgabe des Staates. In diesem Zusammenhang hätten sich auch viele ältere Menschen gegen das Gesetz ausgesprochen (siehe «Haltungen»), weil sie befürchteten, ihnen werde die E-ID aufgezwungen.
- Dass den Kantonen die technische Umsetzung obliegt, verursache auch Probleme mit dem Datenschutz: Wenn Private persönliche Daten aufzeichnen und zentral speichern, bestehe ein Missbrauchspotenzial. Diese Angst vor dem Missbrauch spiegle sich auch in der Bevölkerung wider. Gemäss repräsentativen Umfragen wollten über 80 % der Bevölkerung die E-ID nicht von Unternehmen, sondern vom Staat beziehen. Das Vertrauen in private Unternehmen fehle. Mit dem E-ID-Gesetz hätten sich Bundesrat und Parlament über den Willen der Bevölkerung hinweggesetzt.[6]

### Argumente von Bundesrat und Parlament
- Der Bundesrat sieht in der E-ID ein Mittel, den Kauf von Waren und Dienstleistungen im Internet praktikabler und sicherer zu machen: Der im E-ID-Gesetz ausgebaute Datenschutz und die Überprüfung der Identität durch den Bund schützten vor Missbrauch und Betrug; denn persönliche Daten würden nur mit dem ausdrücklichen Einverständnis des Nutzers weitergegeben und nur die jeweils notwendigen Daten würden übermittelt. Wenn es zum Beispiel um Jugendschutz geht, werde nur angegeben, ob die Person den Anforderungen entspreche – das Geburtsdatum werde nicht noch angegeben. Zugleich könne die E-ID für jede Webseite verwendet werden, weshalb sich das Erstellen von mehreren Passwörtern und umständlichen Registrierungen für jede neue Webseite erübrige.
- Die Arbeitsteilung von Bund und Privatwirtschaft sei optimal, weil so jeder die Aufgabe innehabe, die er am besten auszuführen vermöge: Der Staat nehme seine hoheitlichen Aufgaben und sei der Garant für ein sicheres und vertrauenswürdiges System.[6] Die technische Umsetzung sei bei den Unternehmen in besseren Händen, da diese schneller und besser auf technologische Entwicklungen und somit auf die Bedürfnisse der Nutzer reagieren könnten. Dass die Umsetzung bei Unternehmen liege, habe noch zugleich eine Innovationsförderung zur Folge.[1]

## Volksabstimmung

### Abstimmungsfrage
«Wollen Sie das Bundesgesetz über elektronische Identifizierungsdienste (E-ID-Gesetz) annehmen?»

### Haltungen
Von den grössten Parteien der Schweiz befürworteten die FDP, Die Mitte, die SVP und die EVP das Gesetz; die EDU, die GLP, die Grünen und die SP lehnten es ab.
Ferner haben sich noch Economiesuisse, der Schweizerische Gewerbeverband, die Konferenz der Kantonsregierungen, der Schweizerische Arbeitgeberverband, der Schweizerische Städteverband, der Verband öffentlicher Verkehr, der Baumeisterverband, Swissmem, SwissICT und SwissBanking für die Vorlage ausgesprochen.
Dagegen war der Schweizerische Gewerkschaftsbund, Travail.Suisse, der Verband des Personals öffentlicher Dienste, die Piratenpartei, der Schweizerischer Seniorenrat, der Schweizerischer Verband für Seniorenfragen, die Vereinigung aktiver Senioren- und Selbsthilfeorganisationen in der Schweiz und Syndicom.

### Ergebnisse
| Kanton                           | Ja     | Nein   | Beteiligung |
| -------------------------------- | ------ | ------ | ----------- |
| Zürich                           | 35,4 % | 64,6 % | 51,72 %     |
| Bern                             | 33,2 % | 66,8 % | 49,47 %     |
| Luzern                           | 39,6 % | 60,4 % | 51,39 %     |
| Uri                              | 36,2 % | 63,8 % | 43,45 %     |
| Schwyz                           | 36,3 % | 63,7 % | 54,19 %     |
| Obwalden                         | 39,9 % | 60,1 % | 53,76 %     |
| Nidwalden                        | 40,4 % | 59,6 % | 55,50 %     |
| Glarus                           | 35,1 % | 64,9 % | 45,99 %     |
| Zug                              | 41,0 % | 59,0 % | 59,44 %     |
| Freiburg                         | 37,8 % | 62,2 % | 54,82 %     |
| Solothurn                        | 39,8 % | 60,2 % | 51,46 %     |
| Basel-Stadt                      | 29,3 % | 70,7 % | 54,77 %     |
| Basel-Landschaft                 | 33,5 % | 66,5 % | 49,06 %     |
| Schaffhausen                     | 31,6 % | 68,4 % | 68,79 %     |
| Appenzell Ausserrhoden           | 36,2 % | 63,8 % | 50,69 %     |
| Appenzell Innerrhoden            | 38,9 % | 61,1 % | 45,55 %     |
| St. Gallen                       | 38,0 % | 62,0 % | 48,02 %     |
| Graubünden                       | 38,3 % | 61,7 % | 44,65 %     |
| Aargau                           | 37,7 % | 62,3 % | 48,48 %     |
| Thurgau                          | 36,3 % | 63,7 % | 48,10 %     |
| Tessin                           | 44,2 % | 55,8 % | 45,38 %     |
| Waadt                            | 30,0 % | 70,0 % | 55,82 %     |
| Wallis                           | 40,0 % | 60,0 % | 60,85 %     |
| Neuenburg                        | 31,4 % | 68,6 % | 45,66 %     |
| Genf                             | 30,6 % | 69,4 % | 52,70 %     |
| Jura                             | 33,4 % | 66,6 % | 44,29 %     |
| Schweizerische Eidgenossenschaft | 35,6 % | 64,4 % | 51,29 %     |